# 欧州証券市場監督局
欧州証券市場監督局（おうしゅうしょうけんしじょうかんとくきょく、英語：European Securities and Markets Authority、略称：ESMA）は、欧州連合の専門機関の一つ。欧州連合における金融規制機関として機能するべく、欧州証券規制当局委員会（CESR）を母体に2011年1月1日に設立される。本部はフランス共和国パリに所在する。同局は欧州金融監督制度（en:European System of Financial Supervisors）内で設立された3つある新しい欧州監督機関の一つである。
日本語訳には他に欧州証券市場監督庁がある。

## 概要
欧州証券市場監督局は欧州金融市場の機能を改善するために証券法規と規制の分野で活動する。そして、各国の金融規制当局間で投資家保護および協力を強化する。
欧州証券市場監督局の背後にある考え方は「欧州連合全体の金融市場の監視役」を確立することにある。その主な任務の一つにムーディーズをはじめとする信用格付け機関の規制がある。2010年の信用格付けにおいて、各機関はその評価における透明性の欠如や利害衝突可能性のために批難された。割り当てられた評価の影響が企業や銀行のためだけでなく、同時に国家にとっても重要なものになった。